# "Heroes" (David Bowie-sång)
Heroes är en låt med David Bowie, skriven av honom själv och Brian Eno, utgiven som singel den 23 september 1977 och på albumet "Heroes", utgivet den 14 oktober 1977. Låten var en av de fyra låtar Bowie spelade på galan Live Aid från 1985. Bowie framförde även låten på The Freddie Mercury Tribute Concert som hölls efter Freddie Mercurys död. 
År 2002 rankade musiktidningen NME Heroes på 5:e plats på sin lista "100 Greatest Singles Of All Time". När Rolling Stone 2004 rankade de 500 bästa låtarna kom låten på plats nummer 46.
Låtens namn står, precis som albumnamnet, inom citationstecken för att markera att det finns en viss ironi kring låtens budskap.